# 4-я Северная линия
Четвёртая Се́верная ли́ния — улица на севере Москвы в районе Северный Северо-Восточного административного округа справа от Дмитровского шоссе в бывшем посёлке Северный, по которому и названа.

## Расположение
4-я Северная линия начинается от проезда, соединяющего 5-ю и 2-ю линии, проходит на юг параллельно 3-й линии и оканчивается на 7-й.